# Sciades binaluensis
Sciades binaluensis är en skalbaggsart som först beskrevs av Stefan von Breuning 1956.  Sciades binaluensis ingår i släktet Sciades och familjen långhorningar.
Artens utbredningsområde är Filippinerna. Inga underarter finns listade i Catalogue of Life.